# Viasat Inc.
Viasat Inc. ist ein börsennotiertes US-amerikanisches Unternehmen mit Sitz in Carlsbad (Kalifornien). 
Das Unternehmen bietet Satellitenkommunikation an, unter anderem auch Internetzugang über Satellit in Flugzeugen sowie Verbindungen für US-Behörden und die US-Streitkräfte. Es wurde 1986 gegründet und erzielte im Jahr 2020 einen Umsatz von 2,3 Milliarden US-Dollar.

## Hintergrund
Viasat übernahm im Herbst 2021 die britische Inmarsat.
Zeitgleich mit dem russischen Überfall auf die Ukraine 2022 wurden die Satelliten von Viasat gestört, unter anderem mit dem Ergebnis, dass Enercon keinen Zugriff mehr auf die Steuerung seiner Windturbinen hatte. Die Malware, welche das KA-Sat 9A Modem angriff, wurde AcidRain genannt, und es wurde vermutet, dass Sandworm, eine Einheit des russischen Militärgeheimdienstes GRU dahinter steckte.